# Iconographie étrusque
L'iconographie étrusque considère les particularités des thèmes abordés par les représentations de l'art étrusque.
Cet art s'exprimant sur de nombreux objets de leur  vie quotidienne, en partie importés ou reproduits, il est principalement dû aux apports que lui procurent la coexistence avec la culture grecque, avec la précaution que ses traces  ne nous sont parvenues très largement qu'à travers le mobilier funéraire des tombes et leurs fresques,  
Certaines  différenciations s'affirment néanmoins et lui restent acquises définitivement dans une esthétique étrusque particulière.

## Les scènes de la mythologie grecque

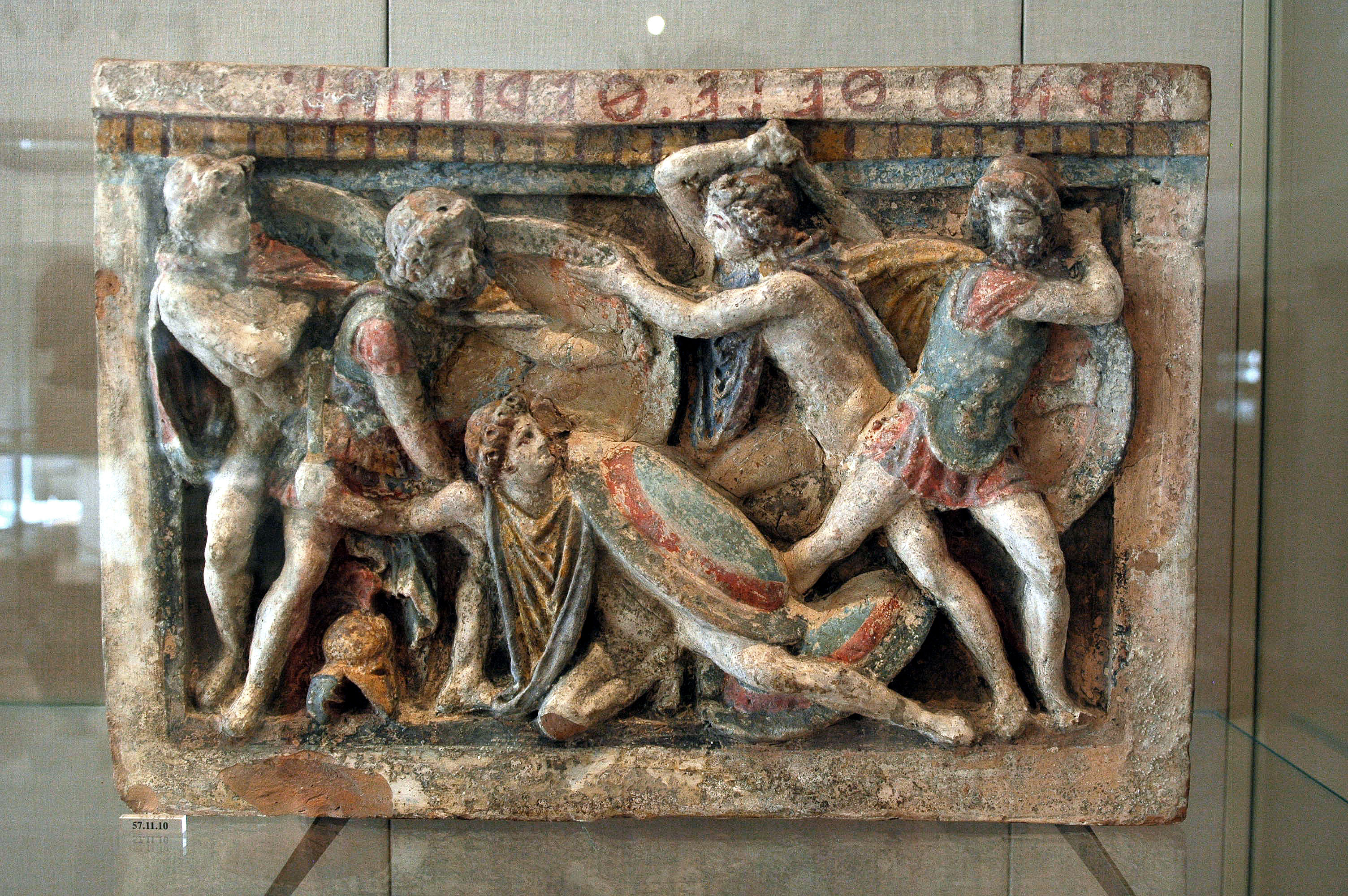
Bas-relief historié coloré de la caisse d'un sarcophage, MET.

La mythologie grecque et particulièrement les scènes issues de l'Énéide alimentent les nombreux bas-reliefs historiés des sarcophages architectoniques. La poterie  à figures noires et celles à figures rouges qui exposent également ses scènes légendaires, l'étend également  aux scènes  de la vie quotidienne incarnées le plus souvent par ses héros.

## La statuaire

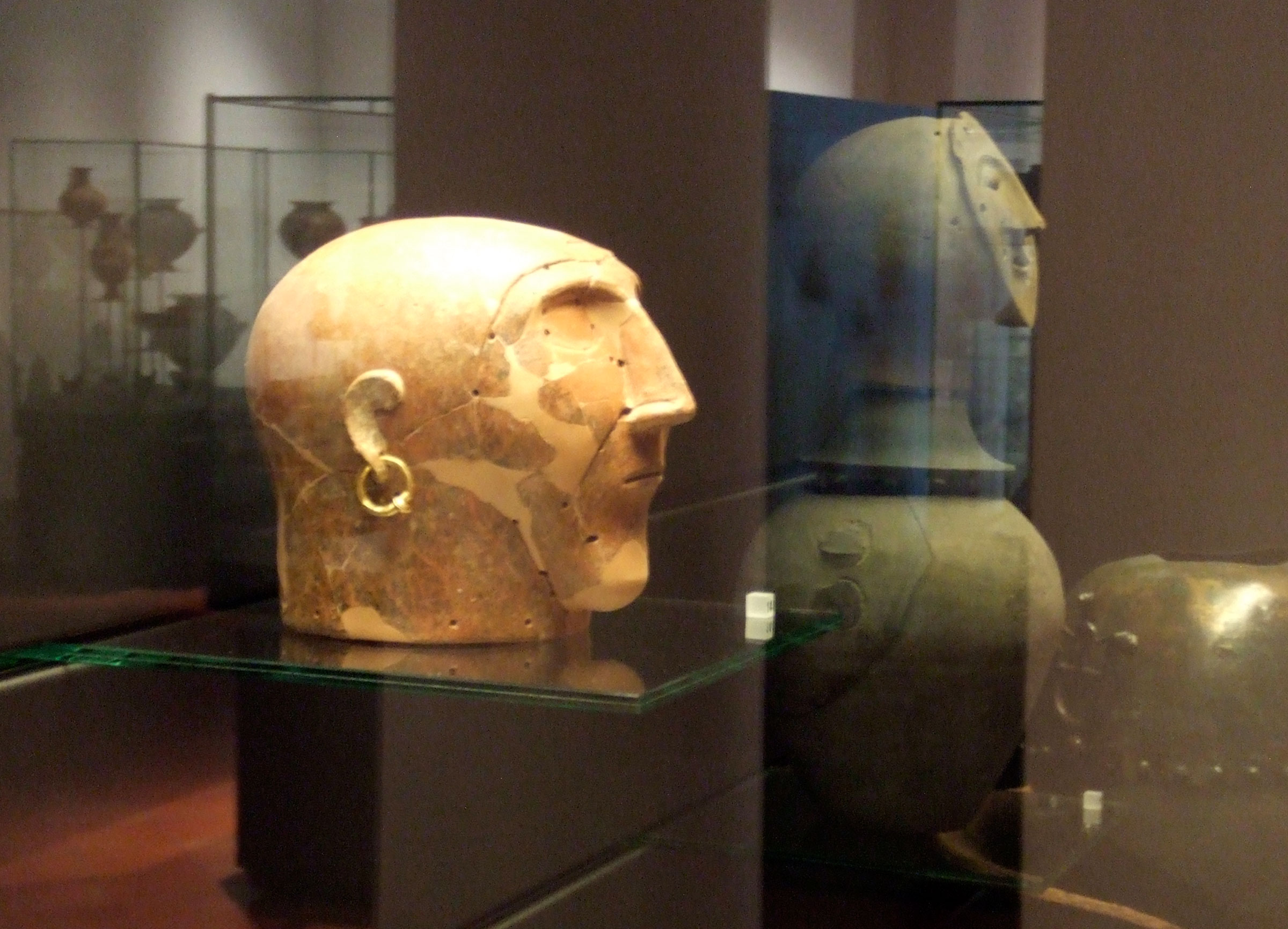
Têtes de canope - vitrine du musée de Chiusi.

La statuaire étrusque s'inspire d'abord de l'esthétique orientalisante, avec les yeux en amandes, le front fuyant,  la barbe raide (tête de canope de Chiusi, Cowboy de Murlo, Apollon de Véies...).
On dégagera un souci constant de délaisser volontairement les proportions exactes de la morphologie des humains représentés pour une stylisation plus symbolique (buste réaliste, reste du corps qui se fond voire qui s'évanouit en bas-relief comme dans  Le Cavalier marin de la Villa Giulia, ou les nombreux couvercles des sarcophages figurés, seuls ou en couples enlacés).
L'Arringatore de la romanisation garde cette esthétique avec son bras levé à main disproportionnée, accentuant le geste de l'orateur (ou du priant).

## L'image du mort

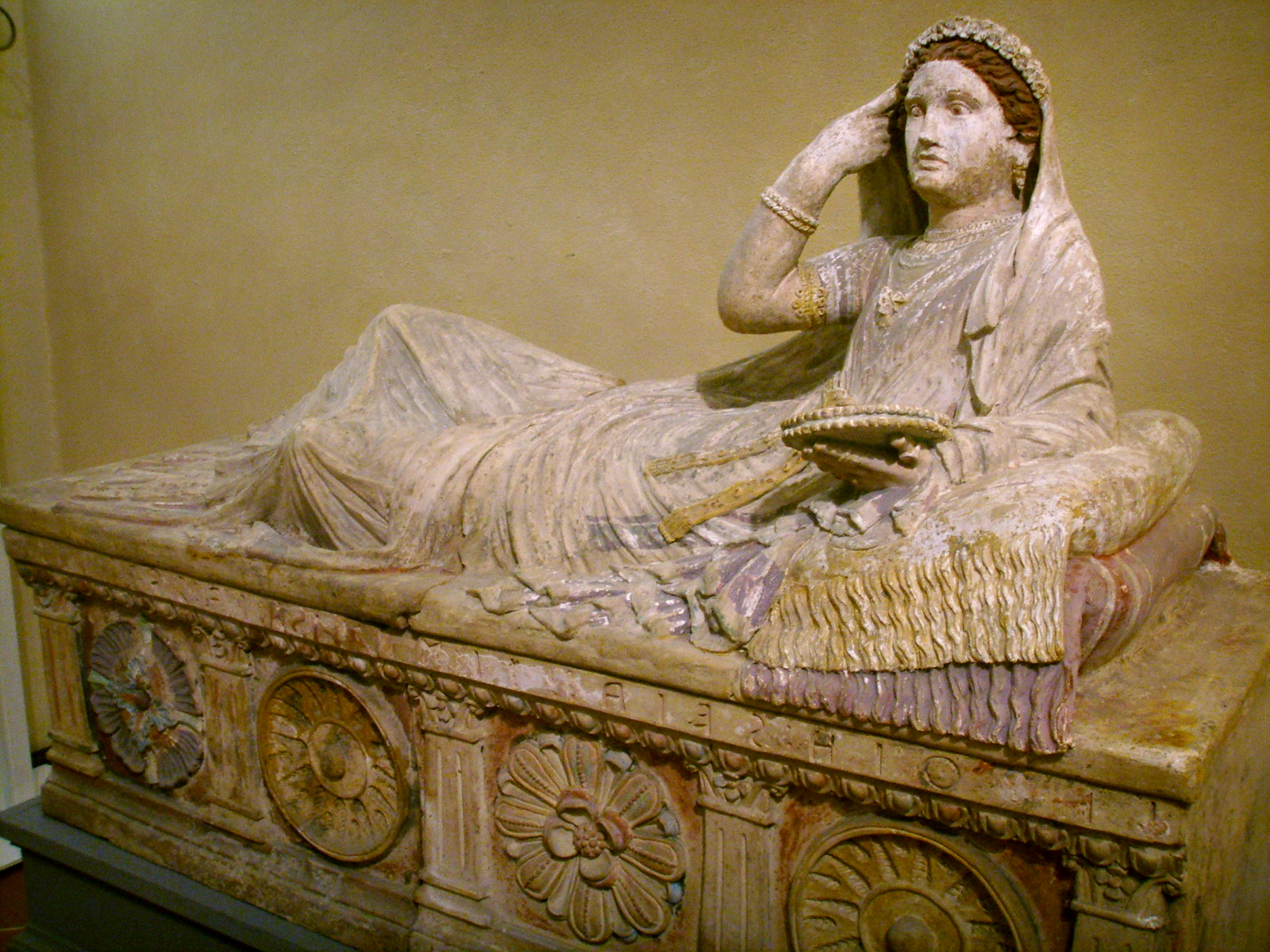
Sarcophage figuré de Letitia Saeianti (musée archéologique national de Florence).

Le mort héroïsé apparaît dans toutes les représentations funéraires accompagnant le défunt dans son voyage vers l'au-delà.
Dans les couvercles de sarcophages figurés :
Le banquet étrusque, issu du banquet grec, avec ses participants allongés sur le klinai, s'il est reproduit souvent,  se particularise par la présence des deux époux,, seuls chacun sur leurs tombeaux figurés respectifs, mais aussi ensemble sur  les sarcophages des Époux (Caere, Volterra, Pérouse).
Cette représentation des défunts dans la pose semisdraiata, allongés  appuyés sur un coude, tenant une coupe de libation ou recevant le parfum, pour le « banquet de l'éternité », reste unique dans l'iconographie générale.
Sur les fresques :
Avec le souci du détail des cérémonies rituelles,  jeux étrusques, musique étrusque, danses étrusques, et autant de ses protagonistes (costumes, attributs), apparaît tout un ensemble des traits de la vie quotidienne des Étrusques  associé au banquet final (le double coussin de la couche, le klinai à deux places...),  affirmant le sens fortement rituel et religieux des jeux.
Toutes ces fresques montre l'homme brun, barbu, et la femme à longue chevelure blonde, même la couleur de leurs peaux est différenciée.

## Les fresques

Fresque de la Tombe des Léopards de la nécropole de Monterozzi, près de Tarquinia.

La décoration récurrente des voûtes des chambres funéraires révèle les détails de l'habitat étrusque reproduit pour rappeler la vie terrestre du défunt : lames du plancher, poutres faîtières, toit à double penchant des tombes « a camera » (Monterozzi), comme l'association catafalque et banqueteurs de la Tombe du lit funèbre, la présence de végétation détaillée.
La peinture des fresques des tombes exposent également des divinités, équivalentes aux grecques, réinterprétées (couleur bleue de la  peau de Charun, agrandissement des ailes de Vanth...).

### Ouvrages ayant un chapitre sur l'art étrusque
- Jacques Heurgon, La Vie quotidienne des Étrusques, Hachette, 1961 et 1989.
- Jean-Paul Thuillier, Les Étrusques, la fin d'un mystère, 1991
- Dominique Briquel, La Civilisation étrusque, 1999
- Yves Liébert, Regards sur la truphè étrusque.